# Попов, Владимир Иванович (монтажник)
Владимир Иванович Попов (28 августа 1938 года, село Переволоцкое, Чкаловская область — 13 ноября 2014 года, Оренбург) — бригадир комплексной бригады Оренбургского монтажного управления треста «Уралмонтажавтоматика» Министерства монтажных и специальных строительных работ СССР, Оренбургская область. Полный кавалер Ордена Трудовой Славы.

## Биография
Родился в 1938 году в крестьянской семье в селе Переволоцкое (с 1959 года — рабочий посёлок Переволоцкий).
Получил неполное среднее образование, окончив семилетку в родном селе. Трудовую деятельность начал 14-летним подростком, работая прицепщиком, сменным штурвальным на комбайне в местном колхозе (с 1953 года — совхоз «Сыртинский» Переволоцкого района).
С 1960 года проживал в Первоуральске Свердловской области. Трудился монтажником, бригадиром монтажников в тресте «Уралмаш». После окончания курсов в Свердловске работал бригадиром монтажников на строительстве прокатного стана на Новотрубном заводе в Первоуральске, сернокислотного цеха Среднеуральского медеплавильного завода в Ревде, цеха химзавода в Новотроицке Оренбургской области. В 1963 году получил полное среднее образование.
С 1964 года проживал в Оренбурге, где трудился электриком, слесарем, газоэлектросварщиком, монтажником контрольно-измерительных приборов, бригадиром комплексной бригады Оренбургского монтажного управления треста «Уралмонтажавтоматика».
С мая 1973 года работал при строительстве первой очереди Оренбургского газоперерабатывающего завода. В январе 1974 года бригада монтажников под руководством Владимира Попова досрочно выполнила плановые производственные задания. За выдающиеся трудовые достижения Указом Президиума Верховного Совета СССР от 11 декабря 1974 года награждён Орденом Трудовой Славы 3-й степени.
Потом трудился на строительстве гелиевого завода, второй и третьей очереди Оренбургского газоперерабатывающего завода. Бригада Владимира Попова досрочно выполнила коллективное социалистического обязательство и плановые производственные задания Десятой пятилетки (1976—1980). Указом Президиума Верховного Совета СССР от 14 марта 1979 года награждён Орденом Трудовой Славы 2-й степени.
В последующие годы трудился над возведением Нижневартовского газоперерабатывающего завода и Габалинской РЛС. Указом Президиума Верховного Совета СССР от 7 января 1983 года «за самоотверженный высокопроизводительный труд, большие успехи, достигнутые во Всесоюзном социалистическом соревновании в ознаменование 60-летия образования СССР, долголетнюю безупречную работу в одной организации» награждён Орденом Трудовой Славы 1-й степени.
В 1998 году вышел на пенсию. Будучи пенсионером, продолжал трудиться монтажником приборов в ООО «Оренбурггазпром».
Принимал активное участие в общественной деятельности. Проживал в Оренбурге. Был членом Совета старейшин при губернаторе Оренбургской области.
Скончался в ноябре 2014 года. Похоронен на кладбищенском комплексе «Степной-2».
Награды
- Орден Трудовой Славы 3 степени (11.12.1974)
- Орден Трудовой Славы 2 степени (14.03.1979)
- Орден Трудовой Славы 1 степени (07.01.1983)